# Presbytis mitrata
Il presbite dalla mitria (Presbytis mitrata Eschscholtz, 1821; syn.: P. melalophos mitrata) è una specie di primate della tribù dei Presbytini che vive nella parte sud-orientale dell'isola indonesiana di Sumatra. Il suo areale coincide grosso modo con i territori delle province di Lampung e Sumatra Selatan e si estende a nord fino alla parte della provincia di Jambi a sud del Batang Hari.

## Descrizione
Il presbite dalla mitria raggiunge una lunghezza testa-tronco di circa 42–57 cm (maschi) o 42–56 cm (femmine), ha una coda lunga 64–82 cm (maschi) o 62–82 cm (femmine) e pesa 5,9 kg (maschi) o 5,8 kg (femmine). I peli che ricoprono il dorso e la «zazzera» sulla testa possono essere di colore marrone topo, grigio cenere, giallo-grigio o giallo-rossastro, con sfumature nerastre. La parte ventrale è color bianco-crema o giallastro. Braccia e gambe sono ricoperte da peli misti grigio-biancastri o rosso-marroni, mani e piedi sono grigi. La coda è più rossastra del dorso sulla parte superiore e marrone-rossastro chiaro sulla parte inferiore. La faccia è grigia, la regione intorno alla bocca è spesso rosa. Esiste anche una forma quasi bianca.

## Biologia
Il presbite dalla mitria vive nelle foreste pluviali e nelle boscaglie delle regioni pianeggianti. Queste comprendono foreste primarie e secondarie e persino piantagioni di alberi della gomma. Il suo comportamento non è stato ancora studiato, ma sembra che preferisca rimanere nella parte più bassa degli alberi. Come altri presbiti, probabilmente vive in gruppo ed è territoriale. Si nutre principalmente di foglie giovani, frutti, fiori e semi.

## Conservazione
L'Unione internazionale per la conservazione della natura (IUCN) classifica il presbite dalla mitria come «specie vulnerabile» (Vulnerable). L'80% del suo habitat originario è stato abbattuto, specialmente durante il periodo coloniale olandese. Ciò che resta dell'habitat è molto frammentato. Tuttavia, la specie è relativamente tollerante ai cambiamenti ambientali. È presente, inoltre, nel parco nazionale di Way Kambas.